# Gwardia Duszanbe
Gwardia Duszanbe (tadż. Клуби футболи «Гвардия» Душанбе) – tadżycki klub piłkarski, mający siedzibę w stolicy kraju, Duszanbe.

## Historia
Chronologia nazw:
- 2006: Gwardia Duszanbe (ros. «Гвардия» Душанбе)

Piłkarski klub Gwardia został założony w miejscowości Duszanbe w 2006 roku. W 2006 zespół debiutował w rozgrywkach Pierwszej Ligi Tadżykistanu i zdobył awans do Wyższej Ligi. W debiutowym sezonie zajął 10. miejsce w końcowej klasyfikacji. W 2009 roku zajął 9. miejsce i spadł do Pierwszej Ligi. Po roku nieobecności w 2011 wrócił do Wyższej Ligi. Zespół zagrał swój ostatni sezon w najwyższej klasie w 2012 roku, w której zajął przedostatnie 12. miejsce, a następnie kontynuował swoje występy w niższych ligach Mistrzostw.

## Sukcesy

### Trofea międzynarodowe
Nie uczestniczył w rozgrywkach azjatyckich (stan na 31-12-2015).

### Trofea krajowe
| \| \| Zdobyte trofea w rozgrywkach Tadżykistanu (stan na: 31-12-2015) \| |                                                                 |      |          |
| Rozgrywki                                                                | Osiągnięcie                                                     | Razy | Sezon(y) |
| Mistrzostwo                                                              | I miejsce                                                       | 0    |          |
| Mistrzostwo                                                              | II miejsce                                                      | 0    |          |
| Mistrzostwo                                                              | III miejsce                                                     | 0    |          |
| Mistrzostwo                                                              | 5. miejsce                                                      | 1    | 2008     |
| Puchar                                                                   | zdobywca                                                        | 0    |          |
| Puchar                                                                   | finalista                                                       | 0    |          |
| Puchar                                                                   | półfinalista                                                    | 1    | 2012     |
| II liga                                                                  | I miejsce                                                       | 0    |          |
| II liga                                                                  | II miejsce                                                      | 0    |          |
| II liga                                                                  | III miejsce                                                     | 0    |          |
| Tadżykistan                                                              | Zdobyte trofea w rozgrywkach Tadżykistanu (stan na: 31-12-2015) |      |          |

## Stadion
Klub rozgrywa swoje mecze domowe na stadionie Politechnikum w Duszanbe, który może pomieścić 7 000 widzów.

## Piłkarze
Znani piłkarze:
| - Idibek Habibulojew | - Abdurasul Rahmanow |

## Trenerzy
...
- 2009:  Raszid Miftahow

...
- 2012:  Siergiej Kapusta

...